# 10 тенорів
«10 тенорів» — міжнародний українсько-польський музичний проєкт.
Проєкт створений 2018 року в рамках культурної співпраці між Україною та Польщею Київським національним академічним театром оперети і польською концертною агенцією Ярослава Брусса. Керівник проєкту — Народний артист України Богдан Струтинський.
Концерти проєкту проходять у Національній опереті України та найкращих концертних залах Варшави, Кракова, Вроцлава та інших великих міст Польщі. Станом на лютий 2022 відбулося уже близько 300 концертів.

## Склад
Станом на липень 2022:
- Петро Челялі (Україна)
- Віктор Мельник (Україна)
- Михайло Гуменний (Україна)
- Володимир Холкін (Україна)
- Дмитро Фощанка (Україна)
- Іван Коренівський (Україна)
- Сергій Гурець (Україна)
- Маріуш Адам Рута (Польща)
- Мирослав Невядомский (Польща)
- Бартош Кучик (Польща)

У проєкті також брали участь співаки Барді Адамія (Грузія), Дмитро Кифорук, Олександр Островський, Михайло Дімов (усі — Україна).

## Гастрольні турне і концерти
Гастрольне турне Польщею проходило з 3 листопада до 6 грудня 2021 року.

## Програма
У 2022 програма проєкту була оновлена. В оновленій програмі, презентованій 3 лютого 2022 на сцені Київського національного академічного театру оперети:
- «Ранкова серенада» Руджеро Леонкавалло, створена автором для Енріко Карузо,
- тарантела Джоаккіно Россіні «La Danza»,
- арія «Nessum Dorma» з опери Джакомо Пучіні «Турандот»,
- композиція «La Vie En Rose» з репертуару Едіт Піаф,
- «Mama»,
- «Amazing Grage», квартету «Il Divo»
- «Amapola» Андреа Бочеллі
- «Ніч яка місячна» на музику М. Лисенка і слова М. Старицького
- «Гуцулка Ксеня» Я. Барнича і І. Недільського та інші

Співали у програмі тенори Барді Адамія (Грузія), Бартош Кучік, Маріуш Рута (Польща), Володимир Холкін, Михайло Гуменний-Петрівський, Дмитро Фощанка, Петро Челялі, Дмитро Кифорук, Олександр Островський, Михайло Дімов (Україна).